# Botanophila nigricauda
Botanophila nigricauda este o specie de muște din genul Botanophila, familia Anthomyiidae, descrisă de Wei în anul 1988. Conform Catalogue of Life specia Botanophila nigricauda nu are subspecii cunoscute.